# 대한민국의 마천루 목록

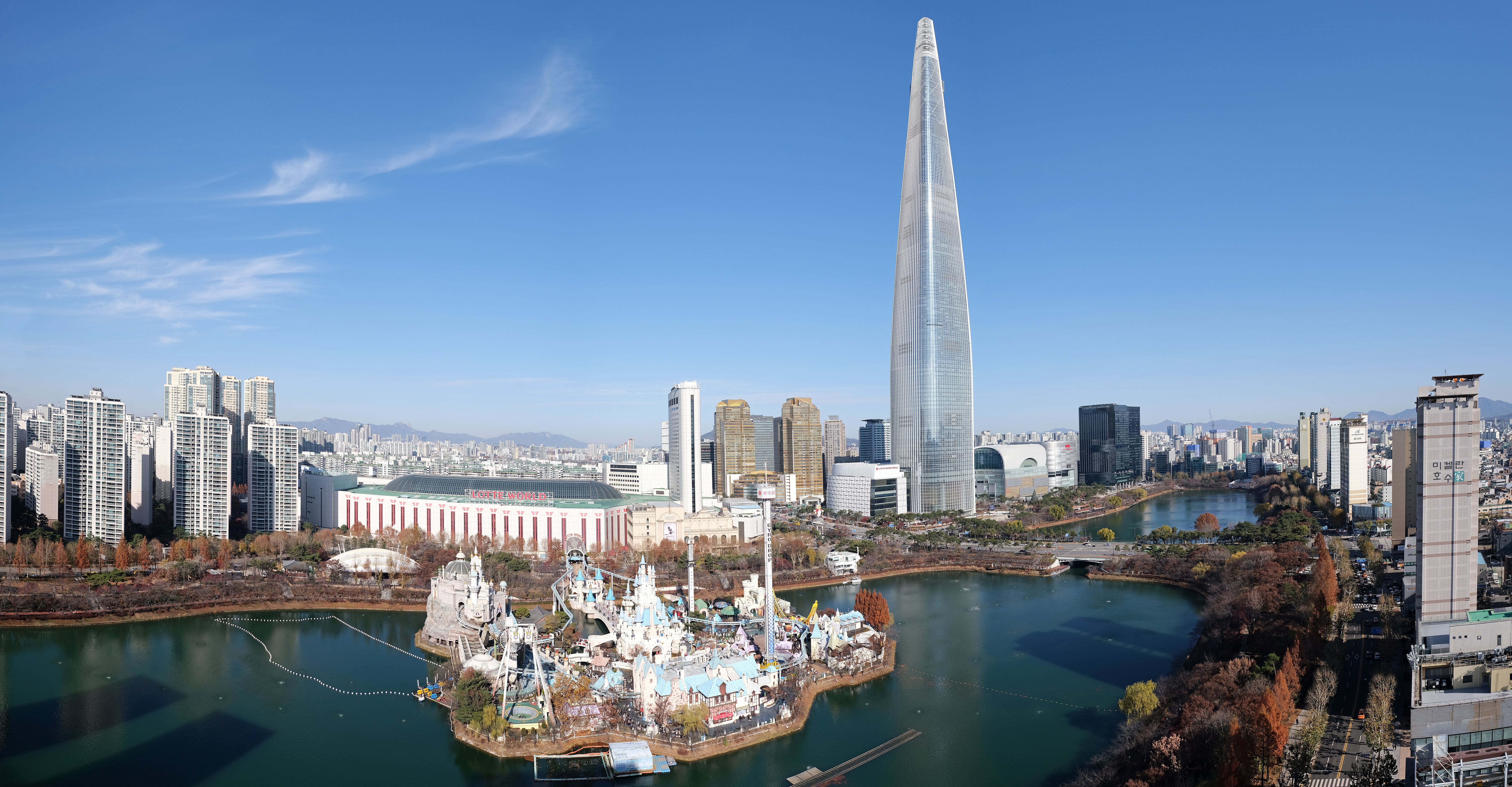
롯데월드타워가 있다.

대한민국의 마천루 목록이다. 현재 대한민국에서 가장 높은 마천루는 2010년에 착공된 롯데월드타워(123층, 555m)로 높고 완공되었다. 두 번째로 높은 마천루는 해운대 엘시티 더샵(101층, 411m)이고 완공되었다. 현재 공사중인 글로벌비즈니스센터가 2020년 착공 후 완공되면 국내에서 가장 높은 마천루가 될 예상되었으나 무산이 된 후 기존 계획을 변경하였다. 이외에도 부산 롯데타워(67층, 342m)가 공사중이며 계획대로 완공될 경우 N서울타워(8층, 236m)보다 높은 마천루가 될 예정이다.
대한민국의 대표적인 스카이라인으로 서울 여의도, 부산 해운대, 그리고 인천 송도국제도시가 있다. 스카이라인을 구성하는 건물들에 대해 설명하면, 서울특별시 영등포구 여의도동 여의도에는 63빌딩(60층, 249m), 서울 제3국제금융센터(55층, 285m), 전경련회관(51층, 245m), 파크원 타워(69층, 333m) 등이 있다. 부산광역시 해운대구에는 마린시티의 해운대 두산위브더제니스(80층, 301m), 해운대 아이파크(72층, 293m) 등이 있고 센텀시티에는 WBC 더 팰리스(51층, 186m) 등이 있다. 인천광역시 연수구 송도동 송도국제도시에는 포스코타워(68층, 305m)와 높은 주상복합 아파트 단지들이 있다.
현재 대한민국에서 가장 높은 아파트는 해운대 엘시티 더샵 A동(85층, 338m)이다. 주변에는 해운대 엘시티 더샵 B동(83층, 333m)이 있다. 70층 이상 아파트가 있는 대한민국의 아파트는 부산광역시 해운대구에 위치하고 있다. 서울특별시에 건물들이 있다.

## 대한민국에서 가장 높은 마천루
본 목록은 완공되었거나, 상량식을 끝낸 170m 이상의 마천루이다.
| 순위 | 이름                                    | 사진 | 위치                  | 높이 | 층수  | 완공 연도 | 비고 |
| ---- | --------------------------------------- | ---- | --------------------- | ---- | ----- | --------- | --- |
| 1    | 롯데월드타워                            |      | 서울특별시 송파구     | 555m | 123층 | 2017년    | 현재 대한민국에서 가장 높은 마천루이며 서울에서 가장 높은 마천루이다.                                                       |
| 2    | 해운대 엘시티 더샵 랜드마크 타워        |      | 부산광역시 해운대구   | 411m | 101층 | 2019년    | 부산에서 가장 높은 마천루이다.                                                                                              |
| 3    | 해운대 엘시티 더샵 A동                  |      | 부산광역시 해운대구   | 338m | 85층  | 2019년    | 대한민국에서 가장 높은 아파트다.                                                                                            |
| 4=   | 해운대 엘시티 더샵 B동                  |      | 부산광역시 해운대구   | 333m | 83층  | 2019년    | [ 10 ] [ 11 ] [ 12 ] |
| 4=   | 파크원 타워 A동                         |      | 서울특별시 영등포구   | 333m | 69층  | 2020년    | 여의도에서 가장 높은 마천루다.                                                                                              |
| 6    | 포스코타워-송도                         |      | 인천광역시 연수구     | 305m | 68층  | 2011년    | 현재 인천에서 가장 높은 마천루이다. 이 마천루는 송도국제도시에 위치하고 있다.                                               |
| 7    | 해운대 두산 위브 더 제니스 101동        |      | 부산광역시 해운대구   | 301m | 80층  | 2012년    | [ 19 ] [ 20 ] [ 21 ] |
| 8    | 해운대 아이파크 2동                     |      | 부산광역시 해운대구   | 292m | 72층  | 2012년    | [ 22 ] [ 23 ] [ 24 ] |
| 9    | 부산국제금융센터                        |      | 부산광역시 남구       | 289m | 63층  | 2014년    | [ 25 ] [ 26 ] [ 27 ] |
| 10   | 서울국제금융센터 C동                    |      | 서울특별시 영등포구   | 285m | 55층  | 2012년    | 여의도에서 가장 높은 마천루였다.                                                                                            |
| 11   | 해운대 두산 위브 더 제니스 102동        |      | 부산광역시 해운대구   | 282m | 75층  | 2012년    | [ 31 ] [ 32 ] [ 33 ] |
| 12   | 해운대 아이파크 1동                     |      | 부산광역시 해운대구   | 273m | 66층  | 2012년    | [ 34 ] [ 35 ] [ 36 ] |
| 13=  | 해운대 두산 위브 더 제니스 103동        |      | 부산광역시 해운대구   | 265m | 70층  | 2012년    | [ 37 ] [ 38 ] [ 39 ] |
| 13=  | 삼성 타워팰리스 3차 G동                 |      | 서울특별시 강남구     | 265m | 69층  | 2004년    | 63빌딩보다 높은 삼성 타워팰리스 3차가 2004년에 완공되어 서울특별시에서 가장 높은 마천루가 되었다.                           |
| 15=  | 파크원 타워 B동                         |      | 서울특별시 영등포구   | 256m | 53층  | 2020년    | [ 43 ] [ 44 ] [ 45 ] |
| 15=  | 목동 하이페리온 101동                   |      | 서울특별시 양천구     | 256m | 69층  | 2003년    | [ 46 ] [ 47 ] [ 48 ] |
| 17=  | 63빌딩                                  |      | 서울특별시 영등포구   | 249m | 60층  | 1985년    | 여의도의 마천루 중 거의 유일하게 전망대가 갖추어져 있다.                                                                    |
| 17=  | 메타폴리스 A동                          |      | 경기도 화성시         | 249m | 66층  | 2010년    | 현재 경기도에서 가장 높은 마천루이며 화성에서 가장 높은 마천루이다.                                                         |
| 19=  | 송도 아메리칸타운 더샵                  |      | 인천광역시 연수구     | 247m | 70층  | 2025년    | [ 55 ] |
| 19=  | 메타폴리스 D동                          |      | 경기도 화성시         | 247m | 66층  | 2010년    | 현재 경기도에서 가장 높은 마천루이며 화성에서 가장 높은 마천루이다.                                                         |
| 19=  | The W 1동                               |      | 부산광역시 남구       | 247m | 69층  | 2018년    | [ 59 ] [ 60 ] [ 61 ] |
| 19=  | The W 2동                               |      | 부산광역시 남구       | 247m | 69층  | 2018년    | [ 62 ] [ 63 ] [ 64 ] |
| 19=  | The W 3동                               |      | 부산광역시 남구       | 247m | 69층  | 2018년    | [ 65 ] [ 66 ] [ 67 ] |
| 19=  | The W 4동                               |      | 부산광역시 남구       | 247m | 69층  | 2018년    | [ 68 ] [ 69 ] [ 70 ] |
| 25=  | 이진 베이시티 101동                     |      | 부산광역시 서구       | 245m | 69층  | 2022년    | [ 71 ] [ 72 ] |
| 25=  | 전경련회관                              |      | 서울특별시 영등포구   | 245m | 51층  | 2013년    | [ 73 ] [ 74 ] [ 75 ] |
| 27=  | 리첸시아 중동 A동                       |      | 경기도 부천시         | 241m | 66층  | 2012년    | 현재 부천에서 가장 높은 마천루이다.                                                                                         |
| 27=  | 리첸시아 중동 B동                       |      | 경기도 부천시         | 241m | 66층  | 2012년    | 현재 부천에서 가장 높은 마천루이다.                                                                                         |
| 29=  | 천안 펜타포트 103동                     |      | 충청남도 천안시       | 239m | 66층  | 2011년    | 충청남도에서 가장 높은 마천루이다.                                                                                          |
| 29=  | 목동 하이페리온 102동                   |      | 서울특별시 양천구     | 239m | 59층  | 2003년    | [ 85 ] [ 86 ] [ 87 ] |
| 31=  | 송도 더샵 퍼스트월드 1동                |      | 인천광역시 연수구     | 237m | 64층  | 2009년    | 현재 인천에서 가장 높은 아파트이다.                                                                                         |
| 31=  | 송도 더샵 퍼스트월드 3동                |      | 인천광역시 연수구     | 237m | 64층  | 2009년    | [ 91 ] [ 92 ] [ 93 ] |
| 31=  | 송도 더샵 퍼스트월드 4동                |      | 인천광역시 연수구     | 237m | 64층  | 2009년    | [ 94 ] [ 95 ] [ 96 ] |
| 31=  | 송도 더샵 퍼스트월드 6동                |      | 인천광역시 연수구     | 237m | 64층  | 2009년    | [ 97 ] [ 98 ] [ 99 ] |
| 35   | 삼성 타워팰리스 1차 B동                 |      | 서울특별시 강남구     | 234m | 66층  | 2002년    | [ 100 ] [ 101 ] [ 102 ] |
| 36=  | 일산 두산 위브 더 제니스 105동          |      | 경기도 고양시         | 230m | 59층  | 2013년    | 현재 고양에서 가장 높은 마천루이다.                                                                                         |
| 36=  | 일산 요진 와이시티 103동                |      | 경기도 고양시         | 230m | 59층  | 2016년    | [ 106 ] [ 107 ] [ 108 ] |
| 36=  | 일산 요진 와이시티 104동                |      | 경기도 고양시         | 230m | 59층  | 2016년    | [ 109 ] [ 110 ] [ 111 ] |
| 36=  | 일산 요진 와이시티 105동                |      | 경기도 고양시         | 230m | 59층  | 2016년    | [ 112 ] [ 113 ] [ 114 ] |
| 40   | 트레이드 타워                           |      | 서울특별시 강남구     | 228m | 54층  | 1988년    | [ 115 ] [ 116 ] [ 117 ] |
| 41=  | 청량리역 롯데캐슬 SKY-L65 D동           |      | 서울특별시 동대문구   | 226m | 65층  | 2023년    | [ 118 ] |
| 41=  | 청량리역 롯데캐슬 SKY-L65 B동           |      | 서울특별시 동대문구   | 226m | 65층  | 2023년    | [ 119 ] |
| 43=  | 수성 SK 리더스 뷰 103동                 |      | 대구광역시 수성구     | 225m | 57층  | 2010년    | 현재 대구에서 가장 높은 마천루이다.                                                                                         |
| 43=  | 수성 SK 리더스 뷰 105동                 |      | 대구광역시 수성구     | 225m | 57층  | 2010년    | 현재 대구에서 가장 높은 마천루이다.                                                                                         |
| 43=  | 일산 요진 와이시티 102동                |      | 경기도 고양시         | 225m | 58층  | 2016년    | [ 126 ] [ 127 ] [ 128 ] |
| 46=  | 일산 두산 위브 더 제니스 104동          |      | 경기도 고양시         | 224m | 57층  | 2013년    | [ 129 ] [ 130 ] [ 131 ] |
| 46=  | 메타폴리스 B동                          |      | 경기도 화성시         | 224m | 60층  | 2010년    | [ 132 ] [ 133 ] [ 134 ] |
| 48   | 청량리역 롯데캐슬 SKY-L65 A동           |      | 서울특별시 동대문구   | 223m | 64층  | 2023년    | [ 135 ] |
| 49   | TP타워                                  |      | 서울특별시 영등포구   | 220m | 42층  | 2024년    | [ 136 ] [ 137 ] |
| 50   | 청량리역 롯데캐슬 SKY-L65 C동           |      | 서울특별시 동대문구   | 219m | 63층  | 2023년    | [ 138 ] |
| 51=  | 일산 요진 와이시티 106동                |      | 경기도 고양시         | 215m | 57층  | 2016년    | [ 139 ] [ 140 ] [ 141 ] |
| 51=  | 일산 두산 위브 더 제니스 102동          |      | 경기도 고양시         | 215m | 54층  | 2013년    | [ 142 ] [ 143 ] [ 144 ] |
| 51=  | 일산 두산 위브 더 제니스 103동          |      | 경기도 고양시         | 215m | 55층  | 2013년    | [ 145 ] [ 146 ] [ 147 ] |
| 51=  | 일산 두산 위브 더 제니스 106동          |      | 경기도 고양시         | 215m | 54층  | 2013년    | [ 148 ] [ 149 ] [ 150 ] |
| 55   | 일산 요진 와이시티 101동                |      | 경기도 고양시         | 214m | 55층  | 2016년    | [ 151 ] [ 152 ] [ 153 ] |
| 56=  | 더샵 센텀스타 B동                       |      | 부산광역시 해운대구   | 212m | 60층  | 2008년    | [ 154 ] [ 155 ] |
| 56=  | 일산 두산 위브 더 제니스 101동          |      | 경기도 고양시         | 212m | 53층  | 2013년    | [ 156 ] [ 157 ] [ 158 ] |
| 56=  | 일산 두산 위브 더 제니스 107동          |      | 경기도 고양시         | 212m | 53층  | 2013년    | [ 159 ] [ 160 ] [ 161 ] |
| 59=  | 이진 베이시티 102동                     |      | 부산광역시 서구       | 211m | 59층  | 2022년    | [ 162 ] [ 163 ] |
| 59=  | 이진 베이시티 103동                     |      | 부산광역시 서구       | 211m | 59층  | 2022년    | [ 164 ] [ 165 ] |
| 61=  | 협성마리나 G7 A동                       |      | 부산광역시 동구       | 210m | 61층  | 2021년    | [ 166 ] [ 167 ] |
| 61=  | 협성마리나 G7 B동                       |      | 부산광역시 동구       | 210m | 61층  | 2021년    | [ 166 ] [ 168 ] |
| 63=  | 삼성 타워팰리스 1차 A동                 |      | 서울특별시 강남구     | 209m | 59층  | 2002년    | [ 169 ] [ 170 ] [ 171 ] |
| 63=  | 삼성 타워팰리스 1차 C동                 |      | 서울특별시 강남구     | 209m | 59층  | 2002년    | [ 172 ] [ 173 ] [ 174 ] |
| 65=  | 송도 아트윈 푸르지오 101동              |      | 인천광역시 연수구     | 208m | 60층  | 2015년    | [ 175 ] [ 176 ] |
| 65=  | 송도 아트윈 푸르지오 102동              |      | 인천광역시 연수구     | 208m | 60층  | 2015년    | [ 177 ] [ 178 ] |
| 67=  | 더샵 센트럴 스타 A동                    |      | 부산광역시 부산진구   | 207m | 58층  | 2011년    | [ 179 ] [ 180 ] |
| 67=  | 롯데캐슬 캠퍼스타운 101동               |      | 인천광역시 연수구     | 207m | 55층  | 2016년    | [ 181 ] [ 182 ] |
| 69   | 일산 두산 위브 더 제니스 108동          |      | 경기도 고양시         | 206m | 51층  | 2013년    | [ 183 ] [ 184 ] [ 185 ] |
| 70   | 해운대 아이파크 3동                     |      | 부산광역시 해운대구   | 205m | 46층  | 2012년    | [ 186 ] [ 187 ] [ 188 ] |
| 71   | 강남 파이낸스 센터                      |      | 서울특별시 강남구     | 204m | 45층  | 2001년    | [ 189 ] [ 190 ] [ 191 ] |
| 72=  | 삼성전자 빌딩                           |      | 서울특별시 서초구     | 203m | 44층  | 2007년    | [ 192 ] [ 193 ] [ 194 ] |
| 72=  | 메타폴리스 C동                          |      | 경기도 화성시         | 203m | 55층  | 2010년    | [ 195 ] [ 196 ] [ 197 ] |
| 74=  | 서울숲 트리마제 104동                   |      | 서울특별시 성동구     | 201m | 47층  | 2017년    | [ 198 ] [ 199 ] [ 200 ] |
| 74=  | 목동 하이페리온 103동                   |      | 서울특별시 양천구     | 201m | 54층  | 2003년    | [ 201 ] [ 202 ] [ 203 ] |
| 74=  | 울산 이안 태화강 엑소디움 101동         |      | 울산광역시 중구       | 201m | 54층  | 2010년    | [ 204 ] [ 205 ] [ 206 ] |
| 74=  | 울산 이안 태화강 엑소디움 102동         |      | 울산광역시 중구       | 201m | 54층  | 2010년    | [ 207 ] [ 208 ] [ 209 ] |
| 74=  | 래미안 첼리투스 101동                   |      | 서울특별시 용산구     | 201m | 56층  | 2015년    | 현존하는 한강변 주거용 건물들 중 가장 높은 마천루이다.                                                                      |
| 79=  | 센텀 리더스 마크                        |      | 부산광역시 해운대구   | 200m | 44층  | 2008년    | [ 213 ] [ 214 ] |
| 79=  | 콘래드 서울 호텔                        |      | 서울특별시 영등포구   | 200m | 38층  | 2012년    | 현재 대한민국에서 가장 높은 호텔이다. 서울국제금융센터 주변에 지어진 여의도의 호텔이다. 현재 여의도에서 가장 높은 호텔이다. |
| 79=  | 아크로 서울 포레스트 101동              |      | 서울특별시 성동구     | 200m | 49층  | 2021년    | [ 218 ] [ 219 ] |
| 79=  | 아크로 서울 포레스트 102동              |      | 서울특별시 성동구     | 200m | 49층  | 2021년    | [ 220 ] [ 221 ] |
| 83=  | 힐스테이트 송도 더스카이 103동          |      | 인천광역시 연수구     | 199m | 59층  | 2024년    | [ 222 ] [ 223 ] |
| 83=  | 서울숲 트리마제 102동                   |      | 서울특별시 성동구     | 199m | 46층  | 2017년    | [ 224 ] [ 225 ] [ 226 ] |
| 83=  | 삼성동 아이파크 타워 사우스윙동         |      | 서울특별시 강남구     | 199m | 46층  | 2004년    | [ 227 ] [ 228 ] [ 229 ] [ 230 ]                                                                                             |
| 86   | 해운대 대우 아라트리움                  |      | 부산광역시 해운대구   | 198m | 38층  | 2013년    | [ 231 ] [ 232 ] |
| 87   | 삼성동 아이파크 타워 웨스트윙동         |      | 서울특별시 강남구     | 197m | 46층  | 2004년    | [ 233 ] [ 234 ] [ 235 ] [ 230 ]                                                                                             |
| 88=  | 더클래식500 A동                         |      | 서울특별시 광진구     | 196m | 50층  | 2009년    | [ 236 ] [ 237 ] [ 238 ] |
| 88=  | 더샵스타시티 A동                        |      | 서울특별시 광진구     | 196m | 58층  | 2006년    | [ 239 ] [ 240 ] [ 241 ] |
| 90   | 창원 메트로시티 2단지 207동             |      | 경상남도 창원시       | 195m | 55층  | 2015년    | 현재 경상남도에서 가장 높은 마천루이다. 현재 경상남도 창원시에서 가장 높은 마천루이다.                                      |
| 91   | 엑스포타워                              |      | 대전광역시 유성구     | 193m | 43층  | 2021년    | 현재 대전광역시에서 가장 높은 마천루이다. 신세계백화점과 연결된 마천루다.                                                   |
| 92=  | 용현 엑슬루 타워 103동                  |      | 인천광역시 미추홀구   | 192m | 55층  | 2012년    | [ 246 ] |
| 92=  | 청량리 동부청과 한양수자인 101동        |      | 서울특별시 동대문구   | 192m | 59층  | 2023년    | [ 247 ] |
| 94=  | 삼성 타워팰리스 2차 F동                 |      | 서울특별시 강남구     | 191m | 55층  | 2003년    | [ 248 ] [ 249 ] [ 250 ] |
| 94=  | 삼성 타워팰리스 2차 E동                 |      | 서울특별시 강남구     | 191m | 55층  | 2003년    | [ 251 ] [ 252 ] [ 253 ] |
| 96=  | 수성범어더블유 101동                    |      | 대구광역시 수성구     | 190m | 59층  | 2023년    | [ 254 ] |
| 96=  | 수성범어더블유 102동                    |      | 대구광역시 수성구     | 190m | 59층  | 2023년    | [ 255 ] |
| 96=  | 수성범어더블유 103동                    |      | 대구광역시 수성구     | 190m | 59층  | 2023년    | [ 256 ] |
| 96=  | 수성범어더블유 104동                    |      | 대구광역시 수성구     | 190m | 59층  | 2023년    | [ 257 ] |
| 96=  | 수성범어더블유 105동                    |      | 대구광역시 수성구     | 190m | 59층  | 2023년    | [ 258 ] |
| 96=  | 청라 엑슬루 타워 102동                  |      | 인천광역시 서구       | 190m | 55층  | 2011년    | [ 259 ] [ 260 ] |
| 96=  | 청라 엑슬루 타워 103동                  |      | 인천광역시 서구       | 190m | 55층  | 2011년    | [ 261 ] [ 262 ] |
| 96=  | 청라 더샵 레이크 파크 451동             |      | 인천광역시 서구       | 190m | 57층  | 2013년    | [ 263 ] [ 264 ] |
| 96=  | 경동 제이드 103동                       |      | 부산광역시 해운대구   | 190m | 47층  | 2012년    | [ 265 ] [ 266 ] |
| 96=  | 송도 센트로드 오피스텔 C동              |      | 인천광역시 연수구     | 190m | 45층  | 2011년    | [ 267 ] [ 268 ] |
| 106= | 디큐브시티                              |      | 서울특별시 구로구     | 189m | 43층  | 2011년    | [ 269 ] [ 270 ] [ 271 ] |
| 106= | 청라 푸르지오 361동                     |      | 인천광역시 서구       | 189m | 57층  | 2013년    | [ 272 ] [ 273 ] |
| 106= | 더샵 센텀스타 C동                       |      | 부산광역시 해운대구   | 189m | 52층  | 2008년    | [ 274 ] [ 275 ] |
| 106= | 프라임센터                              |      | 서울특별시 광진구     | 189m | 39층  | 1998년    | [ 276 ] [ 277 ] [ 278 ] |
| 110= | 청라 푸르지오 362동                     |      | 인천광역시 서구       | 188m | 50층  | 2013년    | [ 279 ] [ 280 ] |
| 110= | 에코메트로 905동                        |      | 인천광역시 남동구     | 188m | 50층  | 2011년    | [ 281 ] |
| 110= | 비아이시티 오피스텔                     |      | 부산광역시 남구       | 188m | 49층  | 2018년    | [ 282 ] [ 283 ] |
| 110= | 세종 한신더휴 리저브 601동              |      | 세종특별자치시 나성동 | 188m | 49층  | 2021년    | [ 284 ] |
| 110= | 힐스테이트 송도 더스카이 104동          |      | 인천광역시 연수구     | 188m | 56층  | 2024년    | [ 285 ] [ 223 ] |
| 115= | 힐스테이트 도원 센트럴 101동            |      | 대구광역시 중구       | 187m | 49층  | 2024년    | [ 286 ] |
| 115= | 힐스테이트 도원 센트럴 102동            |      | 대구광역시 중구       | 187m | 49층  | 2024년    | [ 287 ] |
| 115= | 힐스테이트 도원 센트럴 103동            |      | 대구광역시 중구       | 187m | 49층  | 2024년    | [ 288 ] |
| 115= | 힐스테이트 도원 센트럴 104동            |      | 대구광역시 중구       | 187m | 49층  | 2024년    | [ 289 ] |
| 115= | 힐스테이트 도원 센트럴 105동            |      | 대구광역시 중구       | 187m | 47층  | 2024년    | [ 290 ] |
| 120= | G타워                                   |      | 서울특별시 구로구     | 186m | 39층  | 2020년    | [ 291 ] |
| 120= | 서울국제금융센터 A동                    |      | 서울특별시 영등포구   | 186m | 32층  | 2012년    | [ 292 ] [ 293 ] [ 294 ] |
| 120= | WBC 더 팰리스 101동                     |      | 부산광역시 해운대구   | 186m | 51층  | 2011년    | [ 295 ] [ 296 ] [ 297 ] |
| 120= | WBC 더 팰리스 102동                     |      | 부산광역시 해운대구   | 186m | 51층  | 2011년    | [ 298 ] [ 299 ] [ 300 ] |
| 124= | 힐스테이트 청주 센트럴 생활형숙박시설   |      | 충청북도 청주시       | 185m | 49층  | 2025년    | [ 301 ] |
| 124= | 청량리역 롯데캐슬 SKY-L65 랜드마크 타워 |      | 서울특별시 동대문구   | 185m | 42층  | 2023년    | [ 302 ] |
| 124= | 삼성 R4 타워                            |      | 경기도 수원시         | 185m | 37층  | 2005년    | [ 303 ] [ 304 ] |
| 124= | 포스코 E&C 타워                         |      | 인천광역시 연수구     | 185m | 39층  | 2010년    | [ 305 ] [ 306 ] |
| 124= | 부영송도타워                            |      | 인천광역시 연수구     | 185m | 39층  | 2010년    | [ 307 ] [ 308 ] |
| 124= | 상봉 프레미어스 엠코 C동                |      | 서울특별시 중랑구     | 185m | 48층  | 2013년    | [ 309 ] [ 310 ] [ 311 ] |
| 130= | 서울숲 트리마제 103동                   |      | 서울특별시 성동구     | 184m | 45층  | 2017년    | [ 312 ] [ 313 ] [ 314 ] |
| 130= | 서울숲 트리마제 101동                   |      | 서울특별시 성동구     | 184m | 46층  | 2017년    | [ 315 ] [ 316 ] [ 317 ] |
| 130= | 더샵 센텀스타 A동                       |      | 부산광역시 해운대구   | 184m | 51층  | 2008년    | [ 318 ] [ 319 ] |
| 130= | 청라 푸르지오 363동                     |      | 인천광역시 서구       | 184m | 49층  | 2013년    | [ 320 ] [ 321 ] |
| 130= | 롯데캐슬 캠퍼스타운 102동               |      | 인천광역시 연수구     | 184m | 49층  | 2016년    | [ 322 ] [ 323 ] |
| 130= | 롯데캐슬 캠퍼스타운 104동               |      | 인천광역시 연수구     | 184m | 49층  | 2016년    | [ 324 ] [ 325 ] |
| 136= | 파르나스 타워                           |      | 서울특별시 강남구     | 183m | 40층  | 2016년    | 파르나스 호텔이라고 하는데 사실은 파르나스 타워에는 사무실이 들어섰다.                                                      |
| 136= | 목동 트라팰리스 웨스턴애비뉴            |      | 서울특별시 양천구     | 183m | 48층  | 2009년    | [ 329 ] [ 330 ] [ 331 ] |
| 136= | 목동 트라팰리스 이스턴애비뉴            |      | 서울특별시 양천구     | 183m | 49층  | 2009년    | [ 332 ] [ 333 ] [ 334 ] |
| 136= | 금강펜테리움IX타워 A동                  |      | 경기도 화성시         | 183m | 38층  | 2021년    | [ 335 ] |
| 136= | 금강펜테리움IX타워 B동                  |      | 경기도 화성시         | 183m | 38층  | 2021년    | [ 336 ] |
| 136= | 디큐브시티 아파트 A동                   |      | 서울특별시 구로구     | 183m | 51층  | 2011년    | [ 337 ] [ 338 ] [ 339 ] |
| 136= | 디큐브시티 아파트 B동                   |      | 서울특별시 구로구     | 183m | 51층  | 2011년    | [ 340 ] [ 341 ] [ 342 ] |
| 143= | 송도 더샵 센텀하이브                    |      | 인천광역시 연수구     | 182m | 40층  | 2025년    | [ 343 ] |
| 143= | 청량리 동부청과 한양수자인 104동        |      | 서울특별시 동대문구   | 182m | 56층  | 2023년    | [ 344 ] |
| 143= | 센터포인트 웨스트                       |      | 서울특별시 구로구     | 182m | 40층  | 2008년    | [ 345 ] [ 346 ] [ 347 ] |
| 143= | 범어 두산 위브 더 제니스 104동          |      | 대구광역시 수성구     | 182m | 54층  | 2009년    | [ 348 ] |
| 143= | 범어 두산 위브 더 제니스 105동          |      | 대구광역시 수성구     | 182m | 54층  | 2009년    | [ 349 ] |
| 143= | SK 허브 스카이 101동                    |      | 부산광역시 동래구     | 182m | 49층  | 2006년    | [ 350 ] [ 351 ] [ 352 ] |
| 143= | SK 허브 스카이 102동                    |      | 부산광역시 동래구     | 182m | 49층  | 2006년    | [ 350 ] [ 353 ] [ 354 ] |
| 143= | 울산 두산 위브 더 제니스 A동            |      | 울산광역시 남구       | 182m | 48층  | 2010년    | [ 355 ] [ 356 ] [ 357 ] |
| 143= | 울산 두산 위브 더 제니스 B동            |      | 울산광역시 남구       | 182m | 48층  | 2010년    | [ 358 ] [ 359 ] [ 360 ] |
| 152  | 청라 푸르지오 364동                     |      | 인천광역시 서구       | 181m | 48층  | 2013년    | [ 361 ] [ 362 ] |
| 153= | 메세나폴리스 101동                      |      | 서울특별시 마포구     | 180m | 39층  | 2012년    | [ 363 ] [ 364 ] [ 365 ] |
| 153= | 메세나폴리스 102동                      |      | 서울특별시 마포구     | 180m | 39층  | 2012년    | [ 366 ] [ 367 ] [ 368 ] |
| 153= | 세아타워                                |      | 서울특별시 마포구     | 180m | 32층  | 2012년    | [ 369 ] [ 370 ] |
| 153= | 청라 더샵 레이크 파크 452동             |      | 인천광역시 서구       | 180m | 55층  | 2013년    | [ 371 ] [ 372 ] |
| 153= | 청라 더샵 레이크 파크 453동             |      | 인천광역시 서구       | 180m | 49층  | 2013년    | [ 373 ] [ 374 ] |
| 153= | 청라 더샵 레이크 파크 454동             |      | 인천광역시 서구       | 180m | 48층  | 2013년    | [ 375 ] [ 376 ] |
| 153= | 연수 푸르지오 101동                     |      | 인천광역시 연수구     | 180m | 43층  | 2011년    | [ 377 ] [ 378 ] |
| 160= | 청량리 동부청과 한양수자인 102동        |      | 서울특별시 동대문구   | 179m | 55층  | 2023년    | [ 379 ] |
| 160= | 삼성동 아이파크 타워 이스트윙동         |      | 서울특별시 강남구     | 179m | 45층  | 2002년    | [ 380 ] [ 381 ] [ 230 ] |
| 162= | 힐스테이트 송도 더스카이 102동          |      | 인천광역시 연수구     | 178m | 51층  | 2024년    | [ 382 ] [ 223 ] |
| 162= | 에코메트로 3차 더 타워 A동              |      | 인천광역시 남동구     | 178m | 51층  | 2013년    | [ 383 ] |
| 162= | 범어 위브 더 제니스 108동               |      | 대구광역시 수성구     | 178m | 52층  | 2009년    | [ 384 ] |
| 162= | 범어 위브 더 제니스 109동               |      | 대구광역시 수성구     | 178m | 52층  | 2009년    | [ 385 ] |
| 162= | 범어 위브 더 제니스 106동               |      | 대구광역시 수성구     | 178m | 54층  | 2009년    | [ 386 ] |
| 162= | 범어 위브 더 제니스 107동               |      | 대구광역시 수성구     | 178m | 54층  | 2009년    | [ 387 ] |
| 168= | 평촌 푸르지오 센트럴파크 101동          |      | 경기도 안양시         | 177m | 48층  | 2024년    | 현재 안양시에서 가장 높은 마천루이다.                                                                                       |
| 168= | 에코메트로 904동                        |      | 인천광역시 남동구     | 177m | 47층  | 2011년    | [ 389 ] |
| 168= | 롯데캐슬 캠퍼스타운 103동               |      | 인천광역시 남동구     | 177m | 47층  | 2016년    | [ 390 ] [ 391 ] |
| 168= | 롯데캐슬 캠퍼스타운 105동               |      | 인천광역시 남동구     | 177m | 47층  | 2016년    | [ 392 ] [ 393 ] |
| 168= | 롯데캐슬 캠퍼스타운 201동               |      | 인천광역시 남동구     | 177m | 47층  | 2016년    | [ 394 ] [ 395 ] |
| 168= | 더클래식500 B동                         |      | 서울특별시 광진구     | 177m | 40층  | 2009년    | [ 396 ] [ 397 ] [ 398 ] |
| 168= | 더샵스타시티 C동                        |      | 서울특별시 광진구     | 177m | 50층  | 2006년    | [ 399 ] [ 400 ] [ 401 ] |
| 175= | 해운대 힐스테이트 위브 102동            |      | 부산광역시 해운대구   | 176m | 53층  | 2013년    | [ 402 ] [ 403 ] [ 404 ] |
| 175= | 해운대 힐스테이트 위브 202동            |      | 부산광역시 해운대구   | 176m | 53층  | 2014년    | [ 405 ] [ 406 ] [ 404 ] |
| 175= | 동탄역 롯데캐슬 102동                   |      | 경기도 화성시         | 176m | 49층  | 2021년    | [ 407 ] |
| 175= | 동탄역 롯데캐슬 103동                   |      | 경기도 화성시         | 176m | 49층  | 2021년    | [ 408 ] |
| 175= | 아셈 타워                               |      | 서울특별시 강남구     | 176m | 41층  | 2000년    | [ 409 ] [ 410 ] [ 411 ] |
| 175= | 서울국제금융센터 B동                    |      | 서울특별시 영등포구   | 176m | 29층  | 2012년    | [ 412 ] [ 413 ] [ 414 ] |
| 181= | 송도 센트럴파크 푸르지오 101동          |      | 인천광역시 연수구     | 175m | 42층  | 2015년    | [ 415 ] |
| 181= | 송도 센트럴파크 푸르지오 102동          |      | 인천광역시 연수구     | 175m | 46층  | 2015년    | [ 416 ] |
| 181= | 송도 센트럴파크 푸르지오 103동          |      | 인천광역시 연수구     | 175m | 43층  | 2015년    | [ 417 ] |
| 181= | 래미안 강동 팰리스 타워 101동           |      | 서울특별시 강동구     | 175m | 45층  | 2017년    | [ 418 ] [ 419 ] [ 420 ] |
| 181= | 래미안 강동 팰리스 타워 102동           |      | 서울특별시 강동구     | 175m | 45층  | 2017년    | [ 421 ] [ 422 ] [ 423 ] |
| 181= | 래미안 강동 팰리스 타워 103동           |      | 서울특별시 강동구     | 175m | 45층  | 2017년    | [ 424 ] [ 425 ] [ 426 ] |
| 181= | 광교SK뷰레이크타워 오피스동             |      | 경기도 수원시         | 175m | 41층  | 2019년    | [ 427 ] |
| 188= | 보라매 쉐르빌                           |      | 서울특별시 동작구     | 174m | 49층  | 2002년    | [ 428 ] [ 429 ] [ 430 ] |
| 188= | 삼한골든뷰 센트럴파크 102동             |      | 부산광역시 부산진구   | 174m | 58층  | 2019년    | [ 431 ] |
| 188= | 송도 더샵 센트럴파크 2차 203동          |      | 인천광역시 연수구     | 174m | 52층  | 2011년    | [ 432 ] [ 433 ] |
| 191= | 힐스테이트 청주 센트럴 아파트           |      | 충청북도 청주시       | 173m | 49층  | 2025년    | [ 434 ] |
| 191= | 동탄역 롯데캐슬 101동                   |      | 경기도 화성시         | 173m | 49층  | 2021년    | [ 435 ] |
| 191= | 동탄역 롯데캐슬 104동                   |      | 경기도 화성시         | 173m | 49층  | 2021년    | [ 436 ] |
| 191= | GS타워                                  |      | 서울특별시 강남구     | 173m | 38층  | 1999년    | 외국에서는 LG 강남타워(LG Gangnam Tower)라고 부르지만 과거에도 그렇게 불렀다.                                               |
| 191= | 더샵스타시티 D동                        |      | 서울특별시 광진구     | 173m | 45층  | 2006년    | [ 440 ] [ 441 ] [ 442 ] |
| 191= | 롯데호텔 부산                           |      | 부산광역시 부산진구   | 173m | 41층  | 1997년    | [ 443 ] [ 444 ] |
| 191= | 롯데캐슬 캠퍼스타운 106동               |      | 인천광역시 연수구     | 173m | 47층  | 2016년    | [ 445 ] [ 446 ] |
| 191= | 학익 엑슬루 타워 A동                    |      | 인천광역시 미추홀구   | 173m | 52층  | 2010년    | [ 447 ] [ 448 ] |
| 191= | 롯데캐슬 캠퍼스타운 202동               |      | 인천광역시 남동구     | 173m | 46층  | 2016년    | [ 449 ] [ 450 ] |
| 191= | 흥덕IT밸리                              |      | 경기도 용인시         | 173m | 40층  | 2013년    | [ 451 ] |
| 201= | 한화 갤러리아 포레 타워 101동           |      | 서울특별시 성동구     | 172m | 45층  | 2011년    | [ 452 ] [ 453 ] [ 454 ] |
| 201= | 한화 갤러리아 포레 타워 102동           |      | 서울특별시 성동구     | 172m | 45층  | 2011년    | [ 455 ] [ 456 ] [ 457 ] |
| 201= | 빌리브 스카이 101동                     |      | 대구광역시 달서구     | 172m | 48층  | 2022년    | [ 458 ] |
| 201= | 힐스테이트 중동 101동                   |      | 경기도 부천시         | 172m | 49층  | 2022년    | [ 459 ] |
| 201= | 힐스테이트 중동 102동                   |      | 경기도 부천시         | 172m | 49층  | 2022년    | [ 460 ] |
| 201= | 힐스테이트 중동 103동                   |      | 경기도 부천시         | 172m | 49층  | 2022년    | [ 461 ] |
| 201= | 힐스테이트 중동 104동                   |      | 경기도 부천시         | 172m | 49층  | 2022년    | [ 462 ] |
| 201= | 힐스테이트 중동 105동                   |      | 경기도 부천시         | 172m | 49층  | 2022년    | [ 463 ] |
| 201= | 힐스테이트 중동 106동                   |      | 경기도 부천시         | 172m | 49층  | 2022년    | [ 464 ] |
| 210= | 여주 KCC스위첸 101동                    |      | 경기도 여주시         | 171m | 49층  | 2019년    | [ 465 ] |
| 210= | 여주 KCC스위첸 102동                    |      | 경기도 여주시         | 171m | 49층  | 2019년    | [ 466 ] |
| 210= | 신중동역 랜드마크 푸르지오 시티 101동   |      | 경기도 부천시         | 171m | 49층  | 2022년    | [ 467 ] |
| 210= | 신중동역 랜드마크 푸르지오 시티 102동   |      | 경기도 부천시         | 171m | 49층  | 2022년    | [ 467 ] |
| 210= | 에코메트로 3차 더 타워 B동              |      | 인천광역시 남동구     | 171m | 48층  | 2013년    | [ 468 ] [ 469 ] |
| 210= | 더 시티7 자이 102동                     |      | 경상남도 창원시       | 171m | 43층  | 2009년    | [ 470 ] |
| 210= | 더 시티7 자이 103동                     |      | 경상남도 창원시       | 171m | 43층  | 2009년    | [ 471 ] |
| 217= | 송도 아메리칸타운 더샵 오피스텔         |      | 인천광역시 연수구     | 170m | 46층  | 2025년    | [ 472 ] |
| 217= | 힐스테이트 가양 더와이즈 102동          |      | 대전광역시 중구       | 170m | 49층  | 2024년    | [ 473 ] |
| 217= | 힐스테이트 가양 더와이즈 103동          |      | 대전광역시 중구       | 170m | 48층  | 2024년    | [ 473 ] |
| 217= | 태화강 유보라 팰라티움 102동            |      | 울산광역시 중구       | 170m | 49층  | 2023년    | [ 474 ] |
| 217= | 포레나 광교 103동                       |      | 경기도 수원시         | 170m | 47층  | 2020년    | [ 475 ] |
| 217= | 청라 롯데캐슬 오피스텔                  |      | 인천광역시 서구       | 170m | 50층  | 2012년    | [ 476 ] [ 477 ] |
| 217= | 서면 더샵 센트럴스타 C동                |      | 부산광역시 부산진구   | 170m | 48층  | 2011년    | [ 478 ] [ 479 ] |
| 217= | 서면 더샵 센트럴스타 D동                |      | 부산광역시 부산진구   | 170m | 48층  | 2011년    | [ 480 ] [ 481 ] |
| 217= | 해운대 이안 엑소디움 타워 101동         |      | 부산광역시 해운대구   | 170m | 44층  | 2009년    | [ 482 ] [ 483 ] |

## 구조물
현재 대한민국에서 가장 높은 구조물은 N서울타워이다.
| 순위 | 이름          | 사진 | 위치              | 높이 | 층수 | 완공 연도 | 비고                                                                                    |
| ---- | ------------- | ---- | ----------------- | ---- | ---- | --------- | --------------------------------------------------------------------------------------- |
| 1    | N서울타워     |      | 서울특별시 용산구 | 236m | 8층  | 1975년    | 1973년에 부산타워가 완공되고 그 2년 뒤에 대한민국에서 가장 높은 N서울타워가 완공되었다. |
| 2    | 83타워        |      | 대구광역시 달서구 | 202m | 83층 | 1992년    | [ 487 ] [ 488 ]                                                                         |
| 3    | 양산타워      |      | 경상남도 양산시   | 160m | 6층  | 2008년    | [ 489 ]                                                                                 |
| 4    | 아산그린타워  |      | 충청남도 아산시   | 150m | 2층  | 2011년    | [ 490 ]                                                                                 |
| 5    | 창원솔라타워  |      | 경상남도 창원시   | 136m | 28층 | 2012년    | [ 491 ]                                                                                 |
| 6=   | 부산타워      |      | 부산광역시 중구   | 120m | 10층 | 1973년    | [ 492 ] [ 493 ] [ 494 ]                                                                 |
| 6=   | 남동타워      |      | 인천광역시 남동구 | 120m | 3층  | 2009년    | [ 495 ]                                                                                 |
| 8    | 아르피아 타워 |      | 경기도 용인시     | 106m | 3층  | 2012년    | [ 496 ]                                                                                 |
| 9    | 구리타워      |      | 경기도 구리시     | 100m | 2층  | 2001년    | [ 497 ]                                                                                 |
| 10   | 한빛탑        |      | 대전광역시 유성구 | 93m  | 3층  | 1992년    | [ 498 ]                                                                                 |

## 미완공 마천루

### 공사중인 마천루
이 목록은 현재 대한민국에서 공사가 진행중인 마천루이다.
| 이름                           | 상태     | 위치                  | 높이 | 층수  | 완공 예정   | 비고 |
| ------------------------------ | -------- | --------------------- | ---- | ----- | ----------- | --- |
| 글로벌비즈니스센터             | 공사중단 | 서울특별시 강남구     | 569m | 105층 | 2030년      | 그룹의 강남구에 이어 서울에서 가장 높은 빌딩이다. 소속 그룹 롯데월드타워에 이어 대한민국에서 가장 높은 곳으로 가본다. 이 569미터, 1866피트 재설계는 타워 105층과 35층은 취소되었다. 강남구에 55층 이상 마천루를 추진했는데 55층 이하 마천루를 추진하고 있다. 완공되면 서울특별시 강남구에서 가장 높은 사무용 건물이 된다. 그리고 현대그룹 등 기업들이 입주한다. 그리고 현대그룹 등 기업들이 입주한다. 그리고 현대그룹 등 기업들이 입주한다. |
| 청라 시티타워                  | 공사중단 | 인천광역시 서구       | 448m | 27층  | 2030년      | 완공되면 인천광역시에서 가장 높은 마천루가 된다. 완공되면 청라국제도시에서 가장 높은 마천루가 된다. |
| 부산 롯데타워                  | 공사중   | 부산광역시 중구       | 342m | 67층  | 2026년      | [ 502 ] |
| 블랑 써밋 74 102동             | 공사중   | 부산광역시 동구       | 263m | 69층  | 2029년 5월  | [ 503 ] |
| 포레나 천안아산역 A동          | 공사중   | 충청남도 아산시       | 251m | 70층  | 2027년 3월  | [ 504 ] |
| 앙사나 레지던스 여의도 서울    | 공사중   | 서울특별시 영등포구   | 249m | 57층  | 2026년 10월 | [ 505 ] |
| 인스피어 마린시티 A동          | 공사중   | 부산광역시 해운대구   | 245m | 53층  | 2031년      | [ 506 ] |
| 롯데캐슬 드메르 A동            | 공사중   | 부산광역시 동구       | 213m | 59층  | 2025년 9월  | [ 507 ] |
| 롯데캐슬 드메르 B동            | 공사중   | 부산광역시 동구       | 213m | 59층  | 2025년 9월  | [ 507 ] |
| BIFC II                        | 공사중   | 부산광역시 남구       | 199m | 45층  | 2025년      | [ 508 ] |
| 현대차 컨벤션 호텔             | 공사중단 | 서울특별시 강남구     | 193m | 35층  | 2028년      | 완공되면 대한민국에서 가장 높은 호텔이 된다. 완공되면 서울특별시에서 가장 높은 호텔이 된다. 완공되면 서울특별시 강남구에서 가장 높은 호텔이 된다. 서울특별시 강남구에 지어지는 193m 이상 호텔이다. |
| 힐스테이트 선화 더와이즈 401동 | 공사중   | 대전광역시 중구       | 178m | 49층  | 2027년 2월  | [ 510 ] |
| 힐스테이트 선화 더와이즈 402동 | 공사중   | 대전광역시 중구       | 178m | 49층  | 2027년 2월  | [ 510 ] |
| 평택 오션센트럴비즈            | 공사중   | 경기도 평택시         | 178m | 40층  | 2026년      | [ 511 ] |
| 인스케이프 양양 바이 파르나스  | 공사중   | 강원특별자치도 양양군 | 174m | 39층  | 2026년      | 완공되면 강원특별자치도에서 가장 높은 마천루가 된다. 완공되면 양양군에서 가장 높은 마천루가 된다. |
| 힐스테이트 더 운정 103동       | 공사중   | 경기도 파주시         | 172m | 49층  | 2025년 8월  | 이 마천루가 완공되면 파주시에서 가장 높은 마천루가 된다. 파주시에 처음에 들어서는 높이가 170m 이상이고 층수가 40층 이상인 파주시의 아파트다. |
| 힐스테이트 더 운정 104동       | 공사중   | 경기도 파주시         | 172m | 49층  | 2025년 8월  | 완공되면 파주시에서 가장 높은 마천루가 된다. 파주시에 처음에 들어서는 높이가 170m 이상이고 층수가 40층 이상인 파주시의 아파트다. |
| 힐스테이트 더 운정 105동       | 공사중   | 경기도 파주시         | 172m | 49층  | 2025년 8월  | 완공되면 파주시에서 가장 높은 마천루가 된다. 파주시에 처음에 들어서는 높이가 170m 이상이고 층수가 40층 이상인 파주시의 아파트다. |
| 힐스테이트 더 운정 106동       | 공사중   | 경기도 파주시         | 172m | 49층  | 2025년 8월  | 완공되면 파주시에서 가장 높은 마천루가 된다. 파주시에 처음에 들어서는 높이가 170m 이상이고 층수가 40층 이상인 파주시의 아파트다. |
| 힐스테이트 더 운정 107동       | 공사중   | 경기도 파주시         | 172m | 49층  | 2025년 8월  | 완공되면 파주시에서 가장 높은 마천루가 된다. 파주시에 처음에 들어서는 높이가 170m 이상이고 층수가 40층 이상인 파주시의 아파트다. |
| 힐스테이트 더 운정 108동       | 공사중   | 경기도 파주시         | 172m | 49층  | 2025년 8월  | 완공되면 파주시에서 가장 높은 마천루가 된다. 파주시에 처음에 들어서는 높이가 170m 이상이고 층수가 40층 이상인 파주시의 아파트다. |
| 힐스테이트 더 운정 109동       | 공사중   | 경기도 파주시         | 172m | 49층  | 2025년 8월  | 완공되면 파주시에서 가장 높은 마천루가 된다. 파주시에 처음에 들어서는 높이가 170m 이상이고 층수가 40층 이상인 파주시의 아파트다. |
| 힐스테이트 더 운정 110동       | 공사중   | 경기도 파주시         | 172m | 49층  | 2025년 8월  | 완공되면 파주시에서 가장 높은 마천루가 된다. 파주시에 처음에 들어서는 높이가 170m 이상이고 층수가 40층 이상인 파주시의 아파트다. |
| 힐스테이트 더 운정 112동       | 공사중   | 경기도 파주시         | 172m | 49층  | 2025년 8월  | 완공되면 파주시에서 가장 높은 마천루가 된다. 파주시에 처음에 들어서는 높이가 170m 이상이고 층수가 40층 이상인 파주시의 아파트다. |
| 힐스테이트 더 운정 113동       | 공사중   | 경기도 파주시         | 172m | 49층  | 2025년 8월  | 완공되면 파주시에서 가장 높은 마천루가 된다. 파주시에 처음에 들어서는 높이가 170m 이상이고 층수가 40층 이상인 파주시의 아파트다. |
| 인스피어 마린시티 B동          | 공사중   | 부산광역시 해운대구   | 170m | 46층  | 2031년      | [ 506 ] |
| 포레나 천안아산역 B동          | 공사중   | 충청남도 아산시       | -    | 63층  | 2027년 3월  | [ 523 ] |
| 블랑 써밋 74 101동             | 공사중   | 부산광역시 동구       | -    | 61층  | 2028년 2월  | [ 503 ] |
| 포레나 천안아산역 C동          | 공사중   | 충청남도 아산시       | -    | 57층  | 2027년 3월  | [ 524 ] |

### 계획중인 마천루
이 목록은 현재 대한민국에서 계획이 진행중인 마천루이다.
| 이름                                       | 위치                                       | 높이 | 층수  | 완공 예정 | 비고 |
| ------------------------------------------ | ------------------------------------------ | ---- | ----- | --------- | --- |
| 창원관광타워                               | 경상남도 창원시                            | 665m | -     | -         | 완공시 대한민국에서 제일 높은 마천루가 된다.                                                                |
| 새만금 카본타워                            | 전북특별자치도 군산시, 김제시, 부안군 일원 | 600m | 143층 | 2035년    | 완공시 대한민국에서 제일 높은 마천루가 된다.                                                                |
| 북항 트리플 타워 업무동                    | 부산광역시 동구                            | 470m | 90층  | -         | [ 525 ] |
| 역삼동 상록회관 재건축                     | 서울특별시 강남구                          | 452m | 88층  | -         | [ 526 ] |
| 아이코어시티 랜드마크 1                    | 인천광역시 연수구                          | 420m | 103층 | -         | 2024년에 착공할 예정이었으나 미정이다. 완공 시 국내 두번째 마천루다.                                        |
| CJ라이브시티 랜드마크 타워                 | 경기도 고양시                              | 370m | 88층  | -         | [ 527 ] [ 528 ]                                                                                             |
| 센텀시티타워                               | 부산광역시 해운대구                        | 340m | 80층  | 2027년    | 2023년에 착공할 예정이다.                                                                                   |
| 북항 트리플 타워 주거동                    | 부산광역시 동구                            | 320m | 83층  | -         | [ 530 ] |
| 아이코어시티 랜드마크 2                    | 인천광역시 연수구                          | 310m | 60층  | -         | 2024년에 착공할 예정이다.                                                                                   |
| 글로벌 퀀텀 콤플렉스                       | 부산광역시 해운대구                        | 307m | 74층  | -         | |
| 더 게이트 센텀 A동                         | 부산광역시 해운대구                        | 307m | 73층  | -         | [ 531 ] |
| 더 게이트 센텀 B동                         | 부산광역시 해운대구                        | 307m | 73층  | -         | [ 531 ] |
| 뉴 트레이드 타워                           | 서울특별시 송파구                          | 300m | 70층  | -         | [ 532 ] |
| 대전역세권개발사업 복합환승센터            | 대전광역시 동구                            | 300m | 80층  | -         | |
| 신세계 울산 주상복합 1                     | 울산광역시 중구                            | 300m | 82층  | -         | 완공되면 울산광역시에서 가장 높은 마천루가 된다. 완공되면 울산광역시에서 가장 높은 아파트가 된다.           |
| 신세계 울산 주상복합 2                     | 울산광역시 중구                            | 300m | 82층  | -         | 완공되면 울산광역시에서 가장 높은 마천루가 된다. 완공되면 울산광역시에서 가장 높은 아파트가 된다.           |
| 리버사이드호텔                             | 서울특별시 서초구                          | 280m | 47층  | 2028년    | 2025년에 착공할 예정이다.                                                                                   |
| 천안 쌍용동 주상복합                       | 충청남도 천안시                            | 260m | 69층  | 2026년    | |
| 서초 롯데타운                              | 서울특별시 서초구                          | 249m | 47층  | -         | [ 534 ] [ 535 ]                                                                                             |
| 더 게이트 유 오피스텔 1                    | 울산광역시 중구                            | 240m | 66층  | -         | 2023년에 착공할 예정이다. 완공되면 울산광역시에서 가장 높은 마천루가 된다.                                  |
| 한화 포레나 대전역                         | 대전광역시 동구                            | 237m | 69층  | 2029년    | |
| 펜타힐즈 W                                 | 경상북도 경산시                            | 232m | 65층  | -         | 완공되면 경상북도 경산시에서 가장 높은 마천루가 된다. 완공되면 경상북도 경산시에서 가장 높은 아파트가 된다. |
| 구리월드디자인센터 1                       | 경기도 구리시                              | 228m | 69층  | -         | |
| 한진웨이브시티                             | 부산광역시 해운대구                        | 225m | 69층  | -         | |
| 노량진 복합리조트                          | 서울특별시 동작구                          | 225m | 52층  | -         | [ 536 ] [ 537 ]                                                                                             |
| 은행1구역                                  | 대전광역시 중구                            | 220m | 60층  | -         | [ 538 ] |
| 북항 트리플 타워 숙박동                    | 부산광역시 동구                            | 220m | 45층  | -         | [ 539 ] |
| 더 게이트 유 오피스텔 2                    | 울산광역시 중구                            | 220m | 54층  | -         | 2023년에 착공할 예정이다.                                                                                   |
| 더 게이트 유 오피스텔 3                    | 울산광역시 중구                            | 220m | 53층  | -         | 2023년에 착공할 예정이다.                                                                                   |
| 구리월드디자인센터 2                       | 경기도 구리시                              | 204m | 58층  | -         | |
| 대한방직 롯데캐슬                          | 전라북도 전주시                            | 200m | 60층  | 2030년    | |
| 옛 포항역 철도부지 도시재생 복합개발사업 1 | 경상북도 포항시                            | 200m | 69층  | -         | |
| 옛 포항역 철도부지 도시재생 복합개발사업 2 | 경상북도 포항시                            | 200m | 69층  | -         | |
| 옛 포항역 철도부지 도시재생 복합개발사업 3 | 경상북도 포항시                            | 200m | 69층  | -         | |
| 그랑자이 더 비치                           | 부산광역시 수영구                          | 200m | 61층  | -         | |
| 여의도 시범아파트 재건축 1                 | 서울특별시 영등포구                        | 199m | 65층  | -         | |
| 여의도 시범아파트 재건축 2                 | 서울특별시 영등포구                        | 199m | 65층  | -         | |
| 뚝섬 부영아파트 A동                        | 서울특별시 성동구                          | 199m | 49층  | -         | |
| 뚝섬 부영아파트 B동                        | 서울특별시 성동구                          | 199m | 49층  | -         | |
| 뚝섬 부영호텔                              | 서울특별시 성동구                          | 199m | 49층  | -         | [ 540 ] |
| 청라동 92-6번지 업무시설                   | 인천광역시 서구                            | 199m | 49층  | -         | |
| 사직4구역 도시환경정비사업                 | 충청북도 청주시                            | 194m | 59층  | -         | |
| 아크로 라로체                              | 부산광역시 부산진구                        | 189m | 60층  | 2030년    | |
| 불당동 1413번지 오피스텔                   | 충청남도 천안시                            | 186m | 49층  | -         | |
| 청주고속버스터미널 복합문화시설 A          | 충청북도 청주시                            | 180m | 49층  | -         | |
| 청주고속버스터미널 복합문화시설 B          | 충청북도 청주시                            | 180m | 49층  | -         | |
| 청주고속버스터미널 복합문화시설 C          | 충청북도 청주시                            | 180m | 49층  | -         | |
| 디에이치 비아트                            | 대전광역시 유성구                          | 179m | 54층  | -         | |
| 보문5구역 재개발                           | 서울특별시 성북구                          | 178m | 50층  | -         | 보문5구역 재개발이다.                                                                                       |
| 대전 빌리브 루크원 101동                   | 대전광역시 중구                            | 178m | 49층  | 2026년    | |
| 대전 빌리브 루크원 102동                   | 대전광역시 중구                            | 178m | 49층  | 2026년    | |
| 대전 빌리브 루크원 103동                   | 대전광역시 중구                            | 178m | 49층  | 2026년    | |
| 불당동 1479-1번지 오피스텔                 | 충청남도 천안시                            | 175m | 47층  | -         | |
| 황금지구 92블록 주상복합                   | 전라남도 광양시                            | 172m | 47층  | -         | |
| 영종국제도시 RC4 디에트르 업무시설         | 인천광역시 중구                            | 170m | 35층  | -         | |
| 메타폴리스 2단계 랜드마크 1                | 경기도 화성시                              | -    | 77층  | -         | |
| 메타폴리스 2단계 랜드마크 2                | 경기도 화성시                              | -    | 77층  | -         | |
| 메타폴리스 2단계 랜드마크 3                | 경기도 화성시                              | -    | 77층  | -         | |
| 메타폴리스 2단계 랜드마크 4                | 경기도 화성시                              | -    | 77층  | -         | |
| 마린시티 레지던스                          | 부산광역시 해운대구                        | -    | 75층  | -         | |
| SKY.V 북항 A동                             | 부산광역시 동구                            | -    | 74층  | -         | 북항재개발사업 D-2블록이다.                                                                                 |
| SKY.V 북항 B동                             | 부산광역시 동구                            | -    | 74층  | -         | 북항재개발사업 D-2블록이다.                                                                                 |
| 방천시장 부지 초고층 주상복합 아파트 1     | 대구광역시 중구                            | -    | 72층  | -         | |
| 방천시장 부지 초고층 주상복합 아파트 2     | 대구광역시 중구                            | -    | 72층  | -         | |
| 잠실주공5단지 재건축 아파트                | 서울특별시 송파구                          | -    | 70층  | -         | [ 542 ] |
| IFC 자이 더 스카이                         | 부산광역시 남구                            | -    | 70층  | -         | |
| 부천영상문화단지 호텔                      | 경기도 부천시                              | -    | 70층  | -         | |
| 동락공원 주상복합                          | 경상북도 구미시                            | -    | 65층  | -         | |
| 이촌 자이더리버                            | 서울특별시 용산구                          | -    | 65층  | -         | |
| 대구시청 구청사 부지 재개발                | 대구광역시 중구                            | -    | 65층  | -         | |
| 부산시민공원 촉진1구역                     | 부산광역시 부산진구                        | -    | 65층  | -         | |
| 부산시민공원 촉진2-1구역                   | 부산광역시 부산진구                        | -    | 65층  | -         | |
| 부산시민공원 촉진2-2구역                   | 부산광역시 부산진구                        | -    | 65층  | -         | |
| 용두1-6구역 재개발                         | 서울특별시 동대문구                        | -    | 61층  | -         | |
| 부산시민공원 촉진3구역                     | 부산광역시 부산진구                        | -    | 60층  | -         | 부전 센트럴 아이파크다.                                                                                     |
| 서울혁신파크 랜드마크 타워                 | 서울특별시 은평구                          | -    | 60층  | -         | |
| 목동 신시가지아파트 5단지 재건축           | 서울특별시 양천구                          | -    | 59층  | -         | |
| 경상북도청신도시 주상복합                  | 경상북도 안동시, 예천군                    | -    | 57층  | -         | |
| 자이 힐스테이트 하이퍼시티                 | 부산광역시 동구                            | -    | 57층  | -         | |
| 청주고속터미널 복합문화센터                | 충청북도 청주시                            | -    | 55층  | -         | |
| 홈플러스 해운대점 부지 빌딩 1              | 부산광역시 해운대구                        | -    | 54층  | -         | |
| 홈플러스 해운대점 부지 빌딩 2              | 부산광역시 해운대구                        | -    | 50층  | -         | |
| 부전역 복합환승센터                        | 부산광역시 부산진구                        | -    | 50층  | -         | |
| 목동 신시가지아파트 6단지 재건축           | 서울특별시 양천구                          | -    | 49층  | -         | |
| 광운대역세권 복합빌딩                      | 서울특별시 노원구                          | -    | 49층  | -         | |
| 현대 힐스테이트 아이코닉                   | 부산광역시 부산진구                        | -    | 49층  | -         | |
| 더샵 원트레체                              | 부산광역시 남구                            | -    | 49층  | -         | |
| 구 삼천포 역사부지 초고층 주상복합 APT 1   | 경상남도 사천시                            | -    | 47층  | -         | |
| 구 삼천포 역사부지 초고층 주상복합 APT 2   | 경상남도 사천시                            | -    | 47층  | -         | |
| 나리벡시티 아파트 101동                    | 경기도 의정부시                            | -    | 45층  | -         | |
| 나리벡시티 아파트 102동                    | 경기도 의정부시                            | -    | 45층  | -         | |
| 나리벡시티 아파트 103동                    | 경기도 의정부시                            | -    | 45층  | -         | |
| 나리벡시티 아파트 104동                    | 경기도 의정부시                            | -    | 45층  | -         | |
| 부산시민공원 촉진4구역                     | 부산광역시 부산진구                        | -    | 45층  | -         | |
| 부산 민락동 복합시설                       | 부산광역시 해운대구                        | -    | 42층  | -         | |
| 힐스테이트 해운대 센트럴                   | 부산광역시 해운대구                        | -    | 41층  | -         | |

### 승인 또는 제안된 마천루
이 목록은 현재 대한민국에서 승인 또는 제안된 마천루이다.
| 이름                             | 위치                | 높이 | 층수  | 완공 예정 | 비고 |
| -------------------------------- | ------------------- | ---- | ----- | --------- | ---- |
| 전주 익스트림 타워               | 전라북도 전주시     | 470m | 153층 | -         | 승인 |
| 서초 롯데타운                    | 서울특별시 서초구   | 249m | 47층  | -         | 승인 |
| 챔피언스시티 랜드마크 타워       | 광주광역시 북구     | 206m | 50층  | -         | 제안 |
| 세운 재정비 촉진지구 3-8·9구역   | 서울특별시 중구     | 203m | 41층  | 2028년    | 제안 |
| 강남 르메르디앙 호텔 부지 개발 1 | 서울특별시 강남구   | 195m | 31층  | -         | 제안 |
| 강남 르메르디앙 호텔 부지 개발 2 | 서울특별시 강남구   | 195m | 31층  | -         | 제안 |
| 세운 재정비 촉진지구 3-2구역     | 서울특별시 중구     | 193m | 36층  | 2028년    | 제안 |
| 세운 재정비 촉진지구 3-3구역     | 서울특별시 중구     | 193m | 36층  | 2028년    | 제안 |
| 세운 재정비 촉진지구 3-9·10구역  | 서울특별시 중구     | 186m | 41층  | 2028년    | 제안 |
| 구리 랜드마크 타워               | 경기도 구리시       | 180m | 49층  | 2024년    | 제안 |
| 챔피언스시티 주상복합 아파트     | 광주광역시 북구     | 180m | 49층  | -         | 제안 |
| 광주 MBN 스튜디오                | 광주광역시 북구     | 180m | 37층  | -         | 제안 |
| 범어역 더킹팬트하우스&쇼핑몰     | 대구광역시 수성구   | -    | 118층 | 2029년    | 제안 |
| 대구국제공항 이전 부지 개발      | 대구광역시 동구     | -    | 100층 | -         | 제안 |
| 여의도 서울아파트 재건축 1       | 서울특별시 영등포구 | -    | 77층  | -         | 제안 |
| 여의도 서울아파트 재건축 2       | 서울특별시 영등포구 | -    | 77층  | -         | 제안 |

### 취소된 마천루
건설이 취소된 마천루이다.
| 이름                                  | 위치                    | 높이   | 층수  | 비고                                                            |
| ------------------------------------- | ----------------------- | ------ | ----- | --------------------------------------------------------------- |
| 금융관광허브빌딩                      | 서울특별시 중구         | 1,300m | 220층 | 완공되면 세계에서 가장 높은 마천루가 되지만 취소되었다.         |
| 코레일 타워                           | 서울특별시 용산구       | 655m   | 150층 | 2014년 사고로 좌초                                              |
| 디지털 미디어 시티 랜드마크 빌딩      | 서울특별시 마포구       | 640m   | 133층 | 만약에 건설이 되었다면 대한민국에서 제일 높은 마천루다.         |
| 그린 게이트 웨이 타워 1               | 서울특별시 강남구       | 634m   | 113층 | 만약에 건설이 되었다면 대한민국에서 제일 높은 마천루다.         |
| 트리플 원                             | 서울특별시 용산구       | 621m   | 111층 | 용산국제업무지구 사업 좌초(현재 재추진)                         |
| 송도 인천타워                         | 인천광역시 연수구       | 613m   | 151층 | 재추진, 만약에 건설이 되었다면 대한민국에서 제일 높은 마천루다. |
| 롯데월드 2 호텔                       | 서울특별시 송파구       | 555m   | 112층 | 롯데월드타워로 변경                                             |
| 월드 비즈니스 센터 솔로몬 타워        | 부산광역시 해운대구     | 550m   | 108층 | 만약에 건설이 되었다면 대한민국에서 두번째로 높은 마천루다.     |
| 여수월드타워                          | 전라남도 여수시         | 550m   | 125층 | 만약에 건설이 되었다면 대한민국에서 두번째로 높은 마천루다.     |
| 한강 시티타워                         | 서울특별시 용산구       | 517m   | 120층 | IMF사태로 인한 사업 좌초                                        |
| 밀레니엄타워 130                      | 서울특별시 마포구       | 510m   | 130층 |                                                                 |
| 대우파이넨셜타워                      | 인천광역시 연수구       | 480m   | 105층 |                                                                 |
| 천안 스마트 타워                      | 충청남도 천안시         | 473m   | 103층 |                                                                 |
| 수영만 타워                           | 부산광역시 해운대구     | 462m   | 102층 |                                                                 |
| 21세기 여의도 금융센터                | 서울특별시 영등포구     | 450m   | 101층 | 여의도 개발방식 변경                                            |
| 삼성 시너지 타워                      | 서울특별시 강남구       | 450m   | 111층 | (도곡동 주민 반발, IMF사태로 인해 취소) 타워팰리스로 대체       |
| 브로멕스 킨텍스 타워                  | 경기도 고양시           | 450m   | 100층 |                                                                 |
| 더 시클론                             | 대전광역시 동구         | 450m   | 96층  |                                                                 |
| 댄싱 드래곤 타워 1                    | 서울특별시 용산구       | 446m   | 88층  |                                                                 |
| 부티크 오피스텔 A                     | 서울특별시 용산구       | 440m   | 88층  | 용산국제업무지구 사업 좌초                                      |
| 안양시청                              | 경기도 안양시           | 438m   | 81층  | 당초 2017년 완공 예정이었으나 2014년 사고로 좌초됨              |
| 그린 게이트 웨이 타워 2               | 서울특별시 강남구       | 400m   | 75층  |                                                                 |
| 용인 와이 리조트                      | 경기도 용인시           | 390m   | 88층  |                                                                 |
| 블럭 H                                | 서울특별시 용산구       | 386m   | 73층  |                                                                 |
| 고급호텔 & 호텔 레지던스              | 서울특별시 용산구       | 385m   | 62층  | 용산국제업무지구 사업 좌초                                      |
| 부티크 오피스텔 B                     | 서울특별시 용산구       | 378m   | 77층  | 용산국제업무지구 사업 좌초                                      |
| 댄싱 드래곤 타워 2                    | 서울특별시 용산구       | 378m   | 77층  |                                                                 |
| WTC 청라                              | 인천광역시 서구         | 367m   | 77층  |                                                                 |
| 송도 IFC 타워                         | 인천광역시 연수구       | 353m   | 78층  |                                                                 |
| 용산 랜드마크 타워                    | 서울특별시 용산구       | 350m   | 100층 |                                                                 |
| 다이아고널 타워                       | 서울특별시 용산구       | 343m   | 64층  |                                                                 |
| 스카이워크 레지던스                   | 서울특별시 용산구       | 333m   | 52층  |                                                                 |
| 광교 비즈니스 파크 랜드마크 타워      | 경기도 수원시           | 320m   | 80층  | [ 549 ]                                                         |
| 용산국제업무지구 펜토미니엄 1         | 서울특별시 용산구       | 319m   | 59층  |                                                                 |
| 용산국제업무지구 펜토미니엄 2         | 서울특별시 용산구       | 319m   | 59층  |                                                                 |
| 더 클라우드 1                         | 서울특별시 용산구       | 300m   | 70층  |                                                                 |
| 블레이드 타워                         | 서울특별시 용산구       | 293m   | 56층  |                                                                 |
| 부산 미남로타리 스카이파크            | 부산광역시 동래구       | 260m   | 73층  |                                                                 |
| 더 클라우드 2                         | 서울특별시 용산구       | 260m   | 54층  |                                                                 |
| 아메리칸 시티 퀸덤 서울 랜드마크 호텔 | 서울특별시 용산구       | 250m   | 74층  |                                                                 |
| 한류월드 국제 비즈니스 센터           | 경기도 고양시           | 250m   | 50층  |                                                                 |
| 광교 에콘힐                           | 경기도 수원시           | 250m   | 68층  | [ 550 ]                                                         |
| 하모니 타워                           | 서울특별시 용산구       | 243m   | 47층  |                                                                 |
| 버자야 제주 리조트 타워               | 제주특별자치도 서귀포시 | 240m   | 50층  |                                                                 |
| 그린 게이트 웨이 타워 3               | 서울특별시 강남구       | 235m   | 50층  |                                                                 |
| 마블러스 파크                         | 충청남도 아산시         | 215m   | 48층  |                                                                 |
| 크로스 타워 A                         | 서울특별시 용산구       | 215m   | 50층  |                                                                 |
| 크로스 타워 B                         | 서울특별시 용산구       | 215m   | 46층  |                                                                 |
| 해송 플라자                           | 인천광역시 연수구       | 211m   | 40층  |                                                                 |
| 한양립스 더 스카이 101동              | 울산광역시 중구         | 200m   | 54층  |                                                                 |
| 한양립스 더 스카이 102동              | 울산광역시 중구         | 200m   | 54층  |                                                                 |
| 한양립스 더 스카이 103동              | 울산광역시 중구         | 200m   | 54층  |                                                                 |
| 한양립스 더 스카이 오피스텔           | 울산광역시 중구         | 200m   | 54층  |                                                                 |
| 디오션리조트                          | 전라남도 여수시         | 200m   | 54층  | [ 551 ]                                                         |
| 한화 빌딩                             | 서울특별시 중구         | 200m   | 52층  | [ 552 ]                                                         |
| 녹양역 스카이59 101동                 | 경기도 의정부시         | 194m   | 59층  |                                                                 |
| 녹양역 스카이59 102동                 | 경기도 의정부시         | 194m   | 59층  |                                                                 |
| 녹양역 스카이59 103동                 | 경기도 의정부시         | 194m   | 59층  |                                                                 |
| 녹양역 스카이59 104동                 | 경기도 의정부시         | 194m   | 59층  |                                                                 |
| 녹양역 스카이59 105동                 | 경기도 의정부시         | 194m   | 59층  |                                                                 |
| 녹양역 스카이59 106동                 | 경기도 의정부시         | 194m   | 59층  |                                                                 |
| 녹양역 스카이59 107동                 | 경기도 의정부시         | 194m   | 59층  |                                                                 |
| 녹양역 스카이59 108동                 | 경기도 의정부시         | 194m   | 59층  |                                                                 |
| 다인 로얄팰리스 테라스 송도           | 인천광역시 연수구       | 193m   | 39층  |                                                                 |
| 평택 위너스시티 101동                 | 경기도 평택시           | 190m   | 59층  |                                                                 |
| 평택 위너스시티 102동                 | 경기도 평택시           | 190m   | 59층  |                                                                 |
| 평택 위너스시티 103동                 | 경기도 평택시           | 190m   | 59층  |                                                                 |
| 평택 위너스시티 104동                 | 경기도 평택시           | 190m   | 59층  |                                                                 |
| 산들바람 A                            | 서울특별시 용산구       | 189m   | 50층  |                                                                 |
| 산들바람 B                            | 서울특별시 용산구       | 189m   | 50층  |                                                                 |
| 산들바람 C                            | 서울특별시 용산구       | 189m   | 46층  |                                                                 |
| 댄싱 타워 A                           | 서울특별시 용산구       | 188m   | 47층  |                                                                 |
| 댄싱 타워 B                           | 서울특별시 용산구       | 188m   | 47층  |                                                                 |
| 댄싱 타워 C                           | 서울특별시 용산구       | 188m   | 47층  |                                                                 |
| 의정부역 펠리스타워 101동             | 경기도 의정부시         | 185m   | 55층  |                                                                 |
| 의정부역 펠리스타워 104동             | 경기도 의정부시         | 185m   | 55층  |                                                                 |
| 의정부역 펠리스타워 105동             | 경기도 의정부시         | 185m   | 55층  |                                                                 |
| 평택 위너스시티 201동                 | 경기도 평택시           | 180m   | 49층  |                                                                 |
| 의정부역 펠리스타워 102동             | 경기도 의정부시         | 177m   | 49층  |                                                                 |
| 의정부역 펠리스타워 103동             | 경기도 의정부시         | 177m   | 49층  |                                                                 |
| 의정부역 펠리스타워 106동             | 경기도 의정부시         | 177m   | 49층  |                                                                 |
| 다인 로얄팰리스 삼덕                  | 대구광역시 중구         | 172m   | 33층  |                                                                 |
| 울산 우정지역주택조합 주상복합사업 1  | 울산광역시 중구         | 171m   | 49층  |                                                                 |
| 울산 우정지역주택조합 주상복합사업 2  | 울산광역시 중구         | 171m   | 49층  |                                                                 |
| 울산 우정지역주택조합 주상복합사업 3  | 울산광역시 중구         | 171m   | 49층  |                                                                 |
| 갤러리아 포레스트 타워 1              | 서울특별시 성동구       | 170m   | 45층  | [ 553 ]                                                         |
| 갤러리아 포레스트 타워 2              | 서울특별시 성동구       | 170m   | 45층  | [ 554 ]                                                         |
| 울산 글로벌 에너지비즈니스센터        | 울산광역시 남구         | -      | 60층  |                                                                 |

## 각 지역별 마천루
대한민국의 각 지역별 마천루 목록이다.
| 이름                                   | 사진 | 위치                  | 높이 | 층수  | 완공 연도 | 비고                                            |
| -------------------------------------- | ---- | --------------------- | ---- | ----- | --------- | ----------------------------------------------- |
| 롯데월드타워                           |      | 서울특별시 송파구     | 555m | 123층 | 2017년    | [ 1 ] [ 2 ] [ 3 ]                               |
| 해운대 엘시티 더샵 랜드마크 타워       |      | 부산광역시 해운대구   | 411m | 101층 | 2019년    | [ 4 ] [ 5 ] [ 6 ]                               |
| 수성 SK 리더스 뷰 103동, 105동         |      | 대구광역시 수성구     | 225m | 57층  | 2010년    | [ 120 ] [ 121 ] [ 122 ] [ 123 ] [ 124 ] [ 125 ] |
| 포스코타워-송도                        |      | 인천광역시 연수구     | 305m | 68층  | 2014년    | [ 16 ] [ 17 ] [ 18 ]                            |
| 호반써밋광주 101동, 102동              |      | 광주광역시 서구       | 158m | 48층  | 2019년    | [ 555 ] [ 556 ] [ 557 ]                         |
| 엑스포타워                             |      | 대전광역시 유성구     | 193m | 43층  | 2021년    | [ 244 ] [ 245 ]                                 |
| 울산 이안 태화강 엑소디움 101동, 102동 |      | 울산광역시 중구       | 182m | 54층  | 2010년    | [ 204 ] [ 205 ] [ 206 ] [ 207 ] [ 207 ] [ 207 ] |
| 세종 한신더휴 리저브 601동             |      | 세종특별자치시 나성동 | 188m | 49층  | 2021년    | [ 284 ]                                         |
| 메타폴리스 A동                         |      | 경기도 화성시         | 249m | 66층  | 2010년    | [ 52 ] [ 53 ] [ 54 ]                            |
| 춘천 센트럴타워 푸르지오               |      | 강원특별자치도 춘천시 | 163m | 49층  | 2022년    | [ 558 ] [ 559 ] [ 560 ] [ 561 ] [ 562 ] [ 563 ] |
| 천안 펜타포트 103동                    |      | 충청남도 천안시       | 239m | 66층  | 2011년    | [ 82 ] [ 83 ] [ 84 ]                            |
| 청주 지웰시티 푸르지오 301동, 302동    |      | 충청북도 청주시       | 158m | 49층  | 2019년    | [ 564 ] [ 565 ]                                 |
| 목포하당 중흥S-클래스 센텀뷰 104동     |      | 전라남도 목포시       | 164m | 48층  | 2022년    | [ 566 ]                                         |
| 포레나 전주 에코시티 104동             |      | 전라북도 전주시       | 153m | 45층  | 2023년    | [ 567 ]                                         |
| 창원 메트로시티 2단지 207동            |      | 경상남도 창원시       | 195m | 55층  | 2015년    | [ 242 ] [ 243 ]                                 |
| 한국전력기술 본사 빌딩                 |      | 경상북도 김천시       | 141m | 28층  | 2015년    | [ 568 ]                                         |
| 제주 드림타워 A·B동                    |      | 제주특별자치도 제주시 | 169m | 38층  | 2019년    | [ 569 ] [ 570 ] [ 571 ] [ 572 ] [ 573 ] [ 574 ] |

## 역대 대한민국 최고층 마천루
1969년부터 현재까지 대한민국의 최고층 마천루 목록이다.
| 시기            | 이름                             | 사진 | 위치                | 높이 | 층수  | 완공 연도 | 비고 |
| --------------- | -------------------------------- | ---- | ------------------- | ---- | ----- | --------- | --- |
| 1969년 ~ 1970년 | 한진빌딩                         |      | 서울특별시 중구     | 82m  | 23층  | 1969년    | 완공 당시 이름은 KAL빌딩이다. 현재는 한진그룹 본사로 사용하고 있다.                                       |
| 1970년 ~ 1979년 | 31빌딩                           |      | 서울특별시 종로구   | 114m | 31층  | 1970년    | 완공 당시 대한민국에서 가장 높았고 동시에 서울에서 가장 높았다.                                           |
| 1979년 ~ 1985년 | 롯데호텔 서울                    |      | 서울특별시 중구     | 138m | 38층  | 1979년    | 완공 당시 대한민국에서 가장 높았고 동시에 서울에서 가장 높았다.                                           |
| 1985년 ~ 2003년 | 63빌딩                           |      | 서울특별시 영등포구 | 249m | 60층  | 1985년    | 완공 당시부터 1987년 싱가포르에 원 래플즈 플레이스가 건설되기 전까지는 아시아에서 가장 높은 마천루이었다. |
| 2003년 ~ 2004년 | 목동 하이페리온 101동            |      | 서울특별시 양천구   | 256m | 69층  | 2003년    | 타워팰리스가 완공되기 전까지는 서울에서 가장 높은 아파트였다.                                             |
| 2004년 ~ 2011년 | 삼성 타워팰리스 3차 G동          |      | 서울특별시 강남구   | 264m | 69층  | 2004년    | 서울 강남구에서 가장 높은 마천루이며 동시에 높은 아파트다.                                                |
| 2011년 ~ 2014년 | 해운대 두산 위브 더 제니스 101동 |      | 부산광역시 해운대구 | 301m | 80층  | 2011년    | 부산 마린시티에서 높은 마천루이며 동시에 높은 아파트다.                                                   |
| 2014년 ~ 2017년 | 포스코타워-송도                  |      | 인천광역시 연수구   | 305m | 68층  | 2014년    | 인천에서 가장 높은 마천루이다.                                                                            |
| 2017년 ~ 현재   | 롯데월드타워                     |      | 서울특별시 송파구   | 555m | 123층 | 2017년    | 현재 서울에서 가장 높은 마천루이다.                                                                       |

## 같이 보기
- 대한민국
- 마천루 목록
- 대한민국의 마천루
- 아시아의 마천루 목록
- 서울특별시의 마천루 목록
- 부산광역시의 마천루 목록
- 대구광역시의 마천루 목록
- 인천광역시의 마천루 목록
- 광주광역시의 마천루 목록
- 대전광역시의 마천루 목록
- 울산광역시의 마천루 목록
- 세종특별자치시의 마천루 목록
- 경기도의 마천루 목록
- 충청북도의 마천루 목록
- 충청남도의 마천루 목록
- 전북특별자치도의 마천루 목록
- 전라남도의 마천루 목록
- 경상북도의 마천루 목록
- 경상남도의 마천루 목록
- 강원특별자치도의 마천루 목록
- 제주특별자치도의 마천루 목록